# فيستا السيئ
فيستا السيئ هي حملة قامت بها مؤسسة البرمجيات الحرة لمعارضة مايكروسوفت ويندوز فيستا ودفع بدائله من البرمجيات الحرة. واتباعاً لحملة دمرها تصميمها ضد إدارة القيود الرقمية (DRM)، والذين استهدفوا تشجيع الإعلام لجعل البرمجيات الحرة جزءاً من جدول أعماله. استمرت الحملة من ديسمبر 2006م إلى يناير 2009م.

## التاريخ

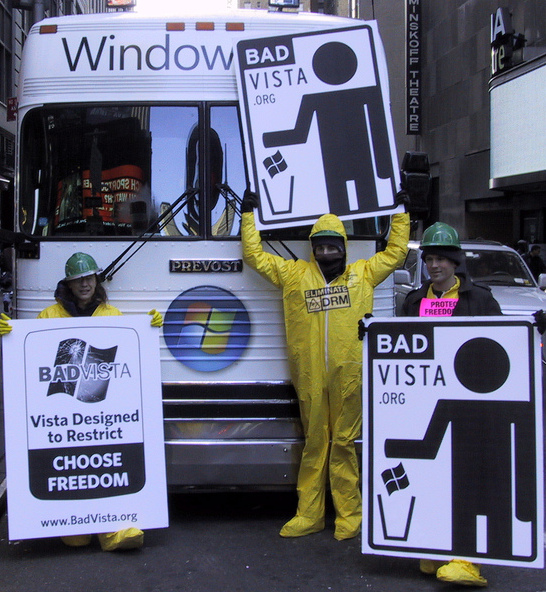
ناشطو فيستا السيئ من بوسطن

ابتدأت الحملة عملها في 15 ديسمبر 2006م وكانت تهذف للتعريض بالأذى الموقع على المستخدمين الذين يستخدمون مايكروسوفت ويندوز فيستا، بما في ذلك إدارة القيود الرقمية (DRM) كما تقدم لهم في المقابل البدائل السهلة للمستخدمين من البرمجيات الحرة.
كوّن ناشطو فيستا السيئ فريقاً مع أعضاء حملة دمرها تصميمها لإحياء حفل إطلاق فيستا 30 يناير 2007م. ارتدى المتظاهرون فيه سترات واقية ورفعوا لوحات تشرح القيود التي يتضمنها ويندوز فيستا والتي تُفرض على المستخدمين بالإضافة إلى إدارة القيود الرقمية (DRM). وانتهت الحملة في 8 يناير 2009م حيث أُعلِنَ النصر بعد إصدار مايكروسوفت للنسخة التجريبية من ويندوز 7. بُنِيَ إدعاء النصر على التبني الفاتر لمايكروسوفت ويندوز فيستا، مقارنة بالإصدارات التي كانت تحتوي على كمية أقل من DRM منصباً في ويندوز إكس بي، أو الانتقال إلى الأقل قيوداً ماك أو إس إكس، أو الحرة بالكامل جنو/لينكس أو فري بي إس دي.
ثم انطلقت حملة جديدة تستهدف ويندوز 7 تحت عنوان «خطايا ويندوز 7». ويستخدم موقعها رسوميات لعبة فيديو حرة قديمة تدعى إكس بيل.

## وصلات خارجية
- فيستا السيئ
- خطايا ويندوز 7